# Контейнеровоз Evergreen G-класу
Golden class (Золотий клас) — серія з 11 контейнеровозів, побудованих для Evergreen Marine. Максимальна теоретична місткість цих кораблів знаходиться в діапазоні від 20 124 до 20 388 еквівалентних одиниць двадцяти футів (TEU). 

## Історія
Кораблі були побудовані суднобудівною компанією Imabari в Японії. 30 березня 2018 року було доставлено перший корабель. Судно було місткістю 20 338 TEU.
У 2019 році Evergreen оголосив, що буде розміщувати скрубери на багатьох своїх кораблях, щоб зменшити забруднюючі викиди. Ever Glory та всі новіші кораблі були побудовані з уже встановленими скруберами. Ці скрубери займають значну кількість місця, і в результаті ємність цих кораблів трохи зменшена до 20 160 TEU. Попередні кораблі, які не мали скруберів, коли їх будували, мали їх модернізувати. Це зменшило їх місткість до 20124 TEU.

## Аварії та інциденти
9 лютого 2019 року Ever Given зіткнувся з поромом Finkenwerder, який на той момент стояв на пристані на річці Ельба. Finkenwerder був сильно пошкоджений.
У березні 2021 року Ever Given сів на мілину і заблокував Суецький канал на 6 днів . 29 березня судно було успішно зняте з мілини, але деякий час ще утримувалося у Великому Гіркому озері через заяву Суецького каналу про компенсацію в 900 мільйонів доларів.
7 липня корабель покинув канал після того, як суд міста Ісмаїлія звільнив судно від арешту.

## Список кораблів
| Назва судна                        | Номер двору                      | Номер ІМО                        | Доставлений                      | Статус                           | Запис                            | Посилання.                       |
| Суднобудівна верф Імабарі Сайдзе   | Суднобудівна верф Імабарі Сайдзе | Суднобудівна верф Імабарі Сайдзе | Суднобудівна верф Імабарі Сайдзе | Суднобудівна верф Імабарі Сайдзе | Суднобудівна верф Імабарі Сайдзе | Суднобудівна верф Імабарі Сайдзе |
| ---------------------------------- | -------------------------------- | -------------------------------- | -------------------------------- | -------------------------------- | -------------------------------- | -------------------------------- |
| Ever Golden                        | 8191                             | Номер ІМО: 9811012               | 30 березня 2018 року             | В експлуатації                   | Дооснащений скрубер              |                                  |
| Ever Genius                        | 8192                             | Номер ІМО: 9786815               | 2 серпня 2018 року               | В експлуатації                   | Дооснащений скруберами           |                                  |
| Ever Gifted                        | 8182                             | Номер ІМО: 9786827               | 13 Грудня 2018 року              | В експлуатації                   | Дооснащений скруберами           |                                  |
| Ever Glory                         | 8193                             | Номер ІМО: 9786839               | 9 травня 2019 року               | В експлуатації                   | Побудований зі скруберами        |                                  |
| Ever Globe                         | 8194                             | Номер ІМО: 9786841               | 10 вересня 2019 року             | В експлуатації                   | Побудований зі скруберами        |                                  |
| Суднобудівна верф Імабарі Маругаме |                                  |                                  |                                  |                                  |                                  |                                  |
| Ever Goods                         | 1876                             | Номер ІМО: 9810991               | 5 червня 2018 року               | В експлуатації                   | Дооснащений скруберами           |                                  |
| Ever Given                         | 1833                             | Номер ІМО: 9811000               | 25 вересня 2018 року             | В експлуатації                   | Дооснащений скруберами           |                                  |
| Ever Grade                         | 1834                             | Номер ІМО: 9820855               | 15 Січня 2019 року               | В експлуатації                   | Дооснащений скруберами           |                                  |
| Ever Gentle                        | 1877                             | Номер ІМО: 9820922               | 16 березня 2019 року             | В експлуатації                   | Дооснащений скруберами           |                                  |
| Ever Govern                        | 1878                             | Номер ІМО: 9832717               | 9 липня 2019 року                | В експлуатації                   | Побудований зі скруберами        |                                  |
| Ever Greet                         | 1835                             | Номер ІМО: 9832729               | 15 жовтня 2019 року              | В експлуатації                   | Побудований зі скруберами        |                                  |